# Jay Sweet
Jay Sweet (Adelaida, 11 d'agost de 1975) va ser un ciclista australià que fou professional del 1997 al 2003. Del seu palmarès destaca la medalla d'or als Jocs de la Commonwealth de 1998.

## Palmarès
- 1994
  - Vencedor d'una etapa a la Commonwealth Bank Classic
- 1996
  -  Campió d'Austràlia en critèrium
  - Vencedor de 2 etapes a la Commonwealth Bank Classic
  - Vencedor d'una etapa a la Volta a Suècia
  - Vencedor d'una etapa al Tour de l'Avenir
  - Vencedor d'una etapa al Bay Cycling Classic
  - Vencedor de 2 etapes al Tour de Langkawi
- 1997
  - 1r al CoreStates Classic
  - Vencedor de 5 etapes a la Commonwealth Bank Classic
  - Vencedor de 2 etapes a la Volta al Japó
  - Vencedor d'una etapa al Bay Cycling Classic
  - Vencedor d'una etapa al Tasmania Summer Tour
- 1998
  - Medalla d'or als Jocs de la Commonwealth en ruta
  - Vencedor d'una etapa a la Commonwealth Bank Classic
  - Vencedor de 2 etapes al Prudential Tour
  - Vencedor d'una etapa al Tour de l'Avenir
- 1999
  - Vencedor d'una etapa al Tour de l'Oise i del Somme
- 2000
  - Vencedor d'una etapa al Tour de Normandia
  - Vencedor d'una etapa al Circuit franco-belga
- 2001
  - Vencedor de 2 etapes al Volta a Rodes
  - Vencedor d'una etapa al Circuito Montañés
  - Vencedor d'una etapa al Tour de l'Ain
  - Vencedor d'una etapa al Herald Sun Tour

### Resultats al Tour de França
- 1999. Abandona (14 etapa)